# Едита Пјеха
Едита Станиславовна Пјеха (рус. Эдита Станиславовна Пьеха), рођена Едита Марија Пијеха (пољ. Edyta Maria Piecha; Ноиеллес-соус-Ланс, 31. јул 1937), совјетска и руска је певачица и глумица пољског порекла. Народна уметница СССР-а (1988).